# 氯酰氟
氯酰氟是一种无机化合物，化学式为ClO2F。它是氟化氯与含氧化合物反应产生的常见副产物。它是氯酸的酰氟。

## 制备
ClO2F最早由Schmitz和Schumacheb于1942年报道，他们通过二氧化氯的氟化反应制得了氯酰氟。更方便的方法是用氯酸钠和三氟化氯反应，将所得产物真空分馏提纯即可分离出其他产物。这种物质常温下是气体，沸点为-6 C：
6 NaClO3  +  4 ClF3  →  6 ClO2F  +  2 Cl2 +  3 O2 +  6 NaF

## 结构
与O2F2不同，ClO2F是一个三角锥形的分子。这与价层电子对互斥理论的预测相吻合。 氯的电负性较低，与氧和氟成键时倾向于高氧化态，这导致结构的不同。有关的Cl-O-F化合物高氯酰氟（ClO3F）是四面体形的。

## 站外链接
- WebBook page for ClO2F （页面存档备份，存于）